# حبوب الدكتور كوستر
كان حبوب الدكتور كوستر هي من الأدوية البديلة التي كان يصفها لأدولف هتلر طبيبه الخاص الدكتور ثيودور موللر في أوائل القرن العشرين ويهدف إلى علاج اضطرابات المعدة وانتفاخ البطن الزائد.  قام موريل، الذي أعتبره أعوان هتلر أنه من الدجالين، باعطاء هتلر مجموعة واسعة من التلفيقات والأدوية غير التقليدية بدءًا من عام 1936.
تتألف المكونات النشطة للحبوب بشكل أساسي من الأتروبين (مستخلص من أتروبا بيلادونا ) والستركنين 